# 高爾特 (愛荷華州)
高爾特（英語：Galt）是一個位於美國愛荷華州賴特縣的城市。

## 地理
高爾特的座標為42°41′35″N 93°36′18″W / 42.69306°N 93.60500°W，而該地的平均海拔高度為367米（即1204英尺）。

## 人口
根據2010年美國人口普查的數據，高爾特的面積為1.40平方千米，當中陸地面積為1.40平方千米，而水域面積為0.00平方千米。當地共有人口32人，而人口密度為每平方千米22人。